# Pseudagrion rufostigma
Pseudagrion rufostigma är en trollsländeart som beskrevs av Cynthia Longfield 1947. Pseudagrion rufostigma ingår i släktet Pseudagrion och familjen dammflicksländor. IUCN kategoriserar arten globalt som livskraftig. Inga underarter finns listade i Catalogue of Life.